# Огбиагбевха, Эмюиджи
Эмюиджи «Эмми» Огбиагбевха (англ. Emueje Ogbiagbevha; 10 февраля 1990, Варри) — нигерийская футболистка, нападающая. Выступала за сборную Нигерии.

## Биография
Начинала взрослую карьеру в нигерийском клубе «Пеликан Старз».
В 2008 году перешла в российский клуб «Россиянка» (Красноармейск) и провела в его составе три сезона, была лидером атак клуба. Чемпионка (2010) и двукратный серебряный призёр (2008, 2009) чемпионата России, трёхкратная обладательница Кубка России (2008, 2009, 2010). В составе «Россиянки» становилась лучшим бомбардиром чемпионата России 2008 года (16 голов) и 2010 года (23 гола). В 2009 году с 6 голами заняла пятое место среди бомбардиров лиги и стала лучшим снайпером своего клуба. В Кубках России дважды забивала голы в финальных матчах (2009 и 2010), а в 2010 году стала лучшим снайпером турнира с 5 голами. Принимала участие в матчах еврокубков. В одной из игр, в 2010 году против ирландского «Сент-Фрэнсиса» (9:0) забила 4 гола.
В начале 2011 года перешла в другой российский клуб — воронежскую «Энергию», однако покинула команду осенью того же года после вылета из Лиги чемпионов. По итогам сезона 2011/12 «Энергия» стала бронзовым призёром чемпионата. Несмотря на то, что спортсменка сыграла менее половины матчей в сезоне, она смогла завоевать титул лучшего снайпера чемпионата (15 голов).
В 2012 году играла за «БИИК-Казыгурт» (Шымкент), с которым стала серебряным призёром чемпионата Казахстана и участвовала в Лиге чемпионов. О выступлениях в следующие несколько сезонов сведений нет[уточнить].
Летом 2016 года вместе с группой африканских футболисток присоединилась к белорусскому клубу «Минск». Сделала хет-трик в одном из первых матчей за клуб — в августе 2016 года в Лиге чемпионов в игре с хорватским «Осиеком». Неоднократная чемпионка Белоруссии (2016, 2017, 2018, 2019), обладательница Кубка Белоруссии (2016, 2017, 2018, 2019) и Суперкубка страны (2018, 2019, 2020). Среди бомбардиров в 2018 году была четвёртой (27 голов), в 2019 году — второй (29 голов). Несколько раз забивала три и более голов в матчах чемпионата Белоруссии и еврокубков, а в одной из игр в 2019 году забила 7 голов.
В составе молодёжной сборной Нигерии (до 20 лет) участвовала в молодёжном чемпионате мира 2006 года в России, сыграла 1 матч.
Вызывалась в национальную сборную Нигерии. Участница финального турнира чемпионата Африки 2012 года, на котором нигерийки финишировали четвёртыми.